# Dendropsophus leali
Espèce
Synonymes
- Hyla leali Bokermann, 1964

Statut de conservation UICN

 LC  : Préoccupation mineure
Dendropsophus leali est une espèce d'amphibiens de la famille des Hylidae.

## Répartition
Cette espèce se rencontre :
- dans l’État du Rondônia au Brésil ;
- dans le département d'Amazonas en Colombie.
- populations éparses dans les sud de la Guyane française.

Sa présence est incertaine au Pérou et en Bolivie.

## Étymologie
Cette espèce est nommée en l'honneur du colonel Paulo Nunes Leal.

## Publication originale
- Bokermann, 1964 : Dos nuevas especies de Hyla de Rondônia, Brasil. (Amphibia, Salientia, Hylidae). Neotropica, vol. 10, no 31, p. 1-6